# San Saba (Rom)

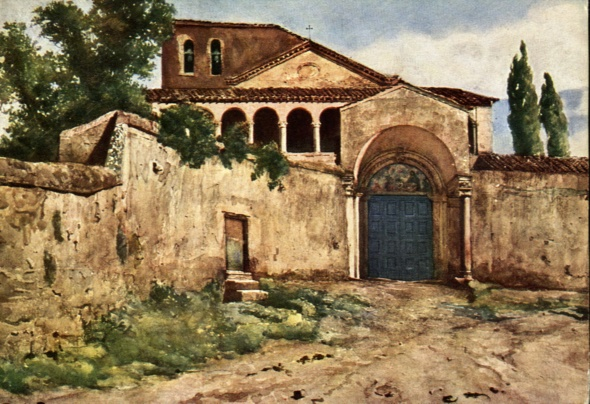
San Saba, Gemälde von Ettore Roesler Franz, um 1880

San Saba (lateinisch Sancti Sabae), auch Santi Saba ed Ansano, ist eine Kirche in Rom. Sie entstand im 7. Jahrhundert. Ihr heutiges Aussehen verdankt sie dem Neubau im 12. und Umbauten im 15. Jahrhundert. Sie ist Pfarrkirche, seit 1959 auch Titeldiakonie der römisch-katholischen Kirche und steht im Rang einer Basilica minor.

## Lage
Die Kirche liegt in dem nach ihr benannten XXI. römischen Rione San Saba auf dem Kleinen Aventin. Ihre südöstliche Rückseite grenzt an die Piazza Gian Lorenzo Bernini.

## Geschichte und Baugeschichte

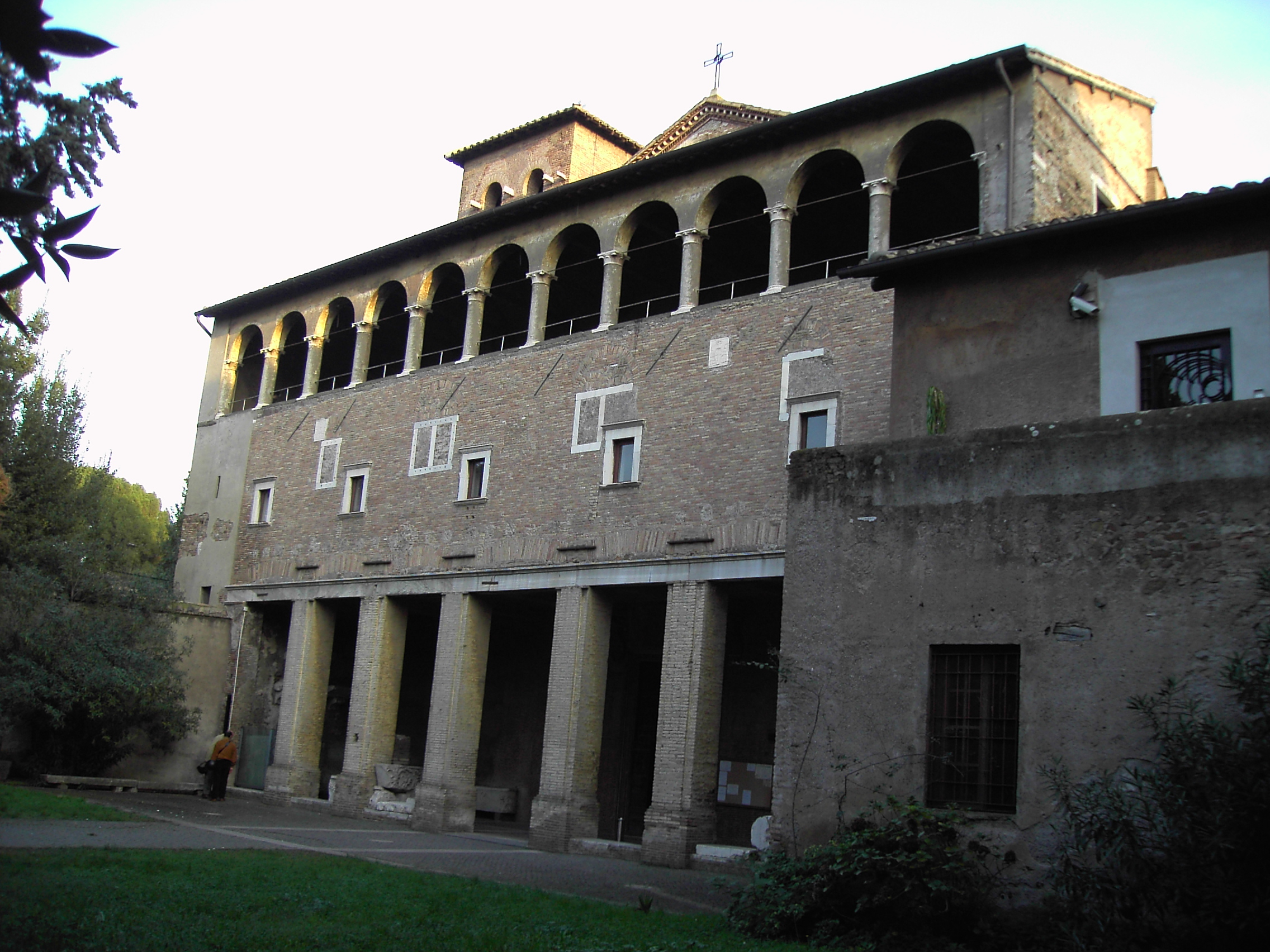
Fassade des 15. Jh.

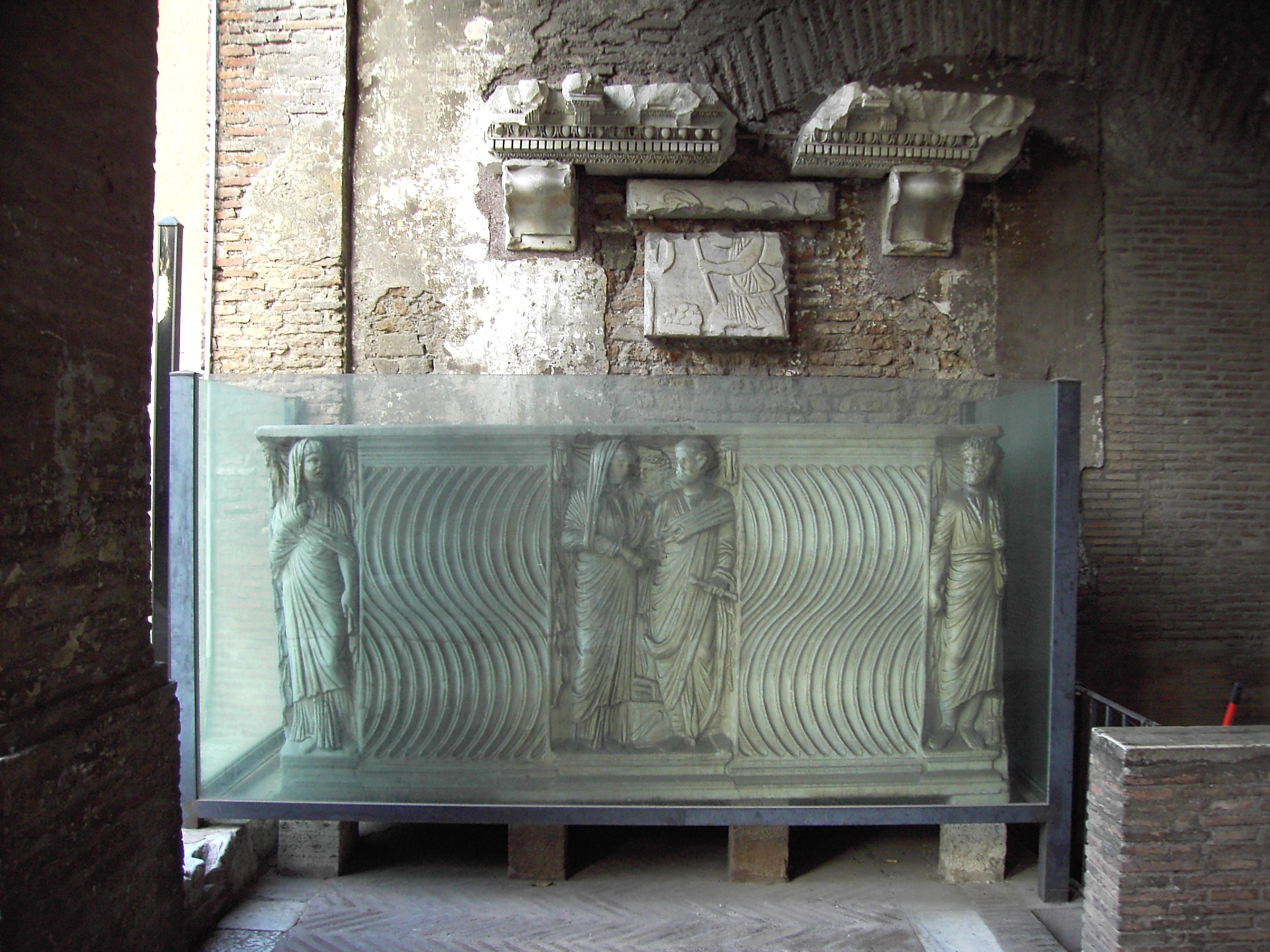
Antiker Riefelsarkophag mit Hochzeitsszene

Die Basilika San Saba ruht auf Mauern aus Opus reticulatum, die vermutlich zur Kaserne der IV. Kohorte der Vigiles (Feuerwehr) gehörten. In diesem Komplex entstand im späten 4. oder frühen 5. Jahrhundert ein antikes Haus mit Apsidensaal (aula absidiata) von etwa 13 × 10 m. Nach legendärer Überlieferung soll die Mutter des Kirchenvaters und Papstes Gregor des Großen, die Heilige Silvia, in diesem Haus ein Oratorium eingerichtet haben; tatsächlich konnten bei den Grabungen nach 1909 die Reste eines kleinen Apsidensaals freigelegt werden.
Um 650 kamen griechische Mönche aus dem Kloster Mar Saba bei Jerusalem nach Rom; sie hatten aus ihrem 491 von Abt Sabas gegründeten Kloster vor den Moslems fliehen müssen. Auf dem Aventin wurde ihnen der beschriebene Apsidensaal zugewiesen, den sie als Oratorium ihres neuen Saba-Klosters einrichteten und in Erinnerung an ihr altes Kloster Nea Laura  („Cella nova“) nannten. Der Zugang erfolgte über eine Treppe in der Vorhalle der heutigen Kirche. Der Bau wurde dem Hl. Sabas (ital. San Saba), geweiht. Er diente als Stützpunkt der Ostkirche in Rom bis zum Großen Schisma. Ab 1054 gingen Kirche und Kloster zunächst an die Benediktiner über und 1145 unter Papst Lucius II. an die Cluniazenser. Diese errichteten die heutige dreischiffige Basilika.
Mitte des 15. Jahrhunderts veranlasste Kardinal Francesco Piccolomini als Abt in Commendam des Klosters grundlegende Veränderungen im Außenbereich; vor allem die markante Fassade stammt aus dieser Zeit. Er weihte die Kirche zusätzlich dem Märtyrer Ansanus, dem Schutzpatron seiner Heimatstadt Siena. Papst Gregor XIII. (1572–1585) übergab Kloster und Kirche dem neu gegründeten Collegium Germanicum et Hungaricum. Mit dem Ende des Klosters wurde der Komplex von San Saba fast völlig verlassen und verfiel.
Erst in den Jahren 1909 bis 1911 wurde die Kirche unter der Leitung des Architekten Cannizzaro restauriert. Dabei fanden auch Ausgrabungen statt. Weitere Restaurierungen folgten 1932, 1943 und 1956. Als 1932 San Saba als Pfarrkirche eingerichtet wurde, übernahmen sie die Jesuiten.

## Äußeres
Die dreischiffige Basilika (ohne Querhaus) hat drei nach Südosten ausgerichtete fensterlose Apsiden sowie eine Ringkrypta und eine Confessio. Auffällig ist die breite, nach Nordwesten ausgerichtete palastartige Tafelfassade, die die dahinterliegende Grundstruktur der Kirche nicht erkennen lässt. Sie entstand in der Mitte des 15. Jahrhunderts. Im unteren Geschoss tragen kräftige Pfeiler einen Architrav, darüber liegt eine nur durch kleine Fenster durchbrochene Mauerfläche. Den oberen Teil der Fassade bildet eine Loggia. Kleine Säulen mit Kapitellen, die Akanthus-Blätter andeuten, tragen die Arkadenbögen. Der niedrige Campanile und der Giebel des Mittelschiffs werden von der Fassade fast vollständig verdeckt. Im Untergeschoss sind zahlreiche Spolien vermauert, ebenso ein antiker Sarkophag. Am Türsturz des Kirchenportals hat sich die Inschrift eines Magister Iacobus von 1205 erhalten; er war der Vater von Cosmas I. aus der bedeutenden Sippe der in Rom tätigen Marmorkünstler.

## Inneres

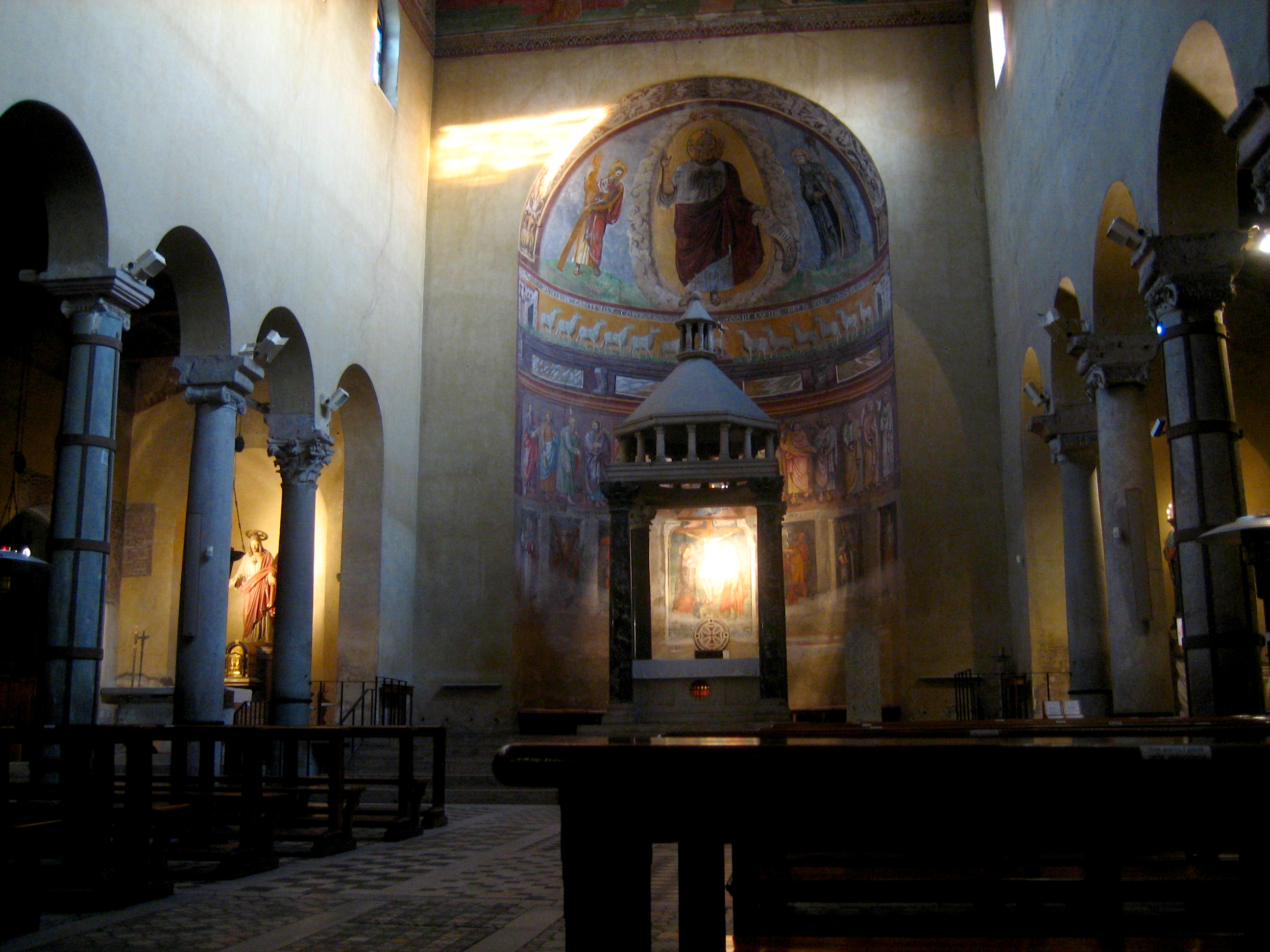
Das Innere der Kirche

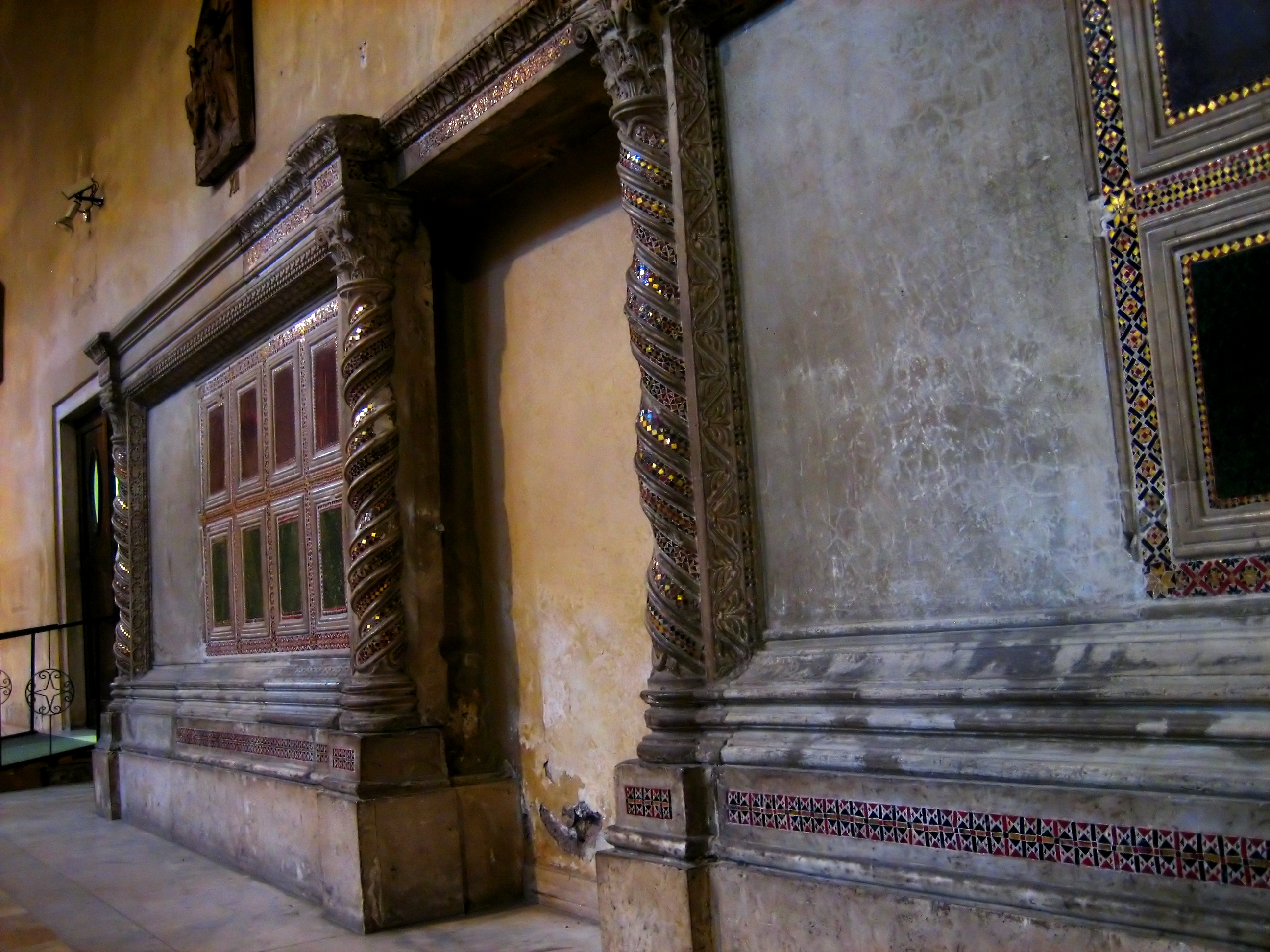
Chorschranken in Kosmatenarbeit, um 1205

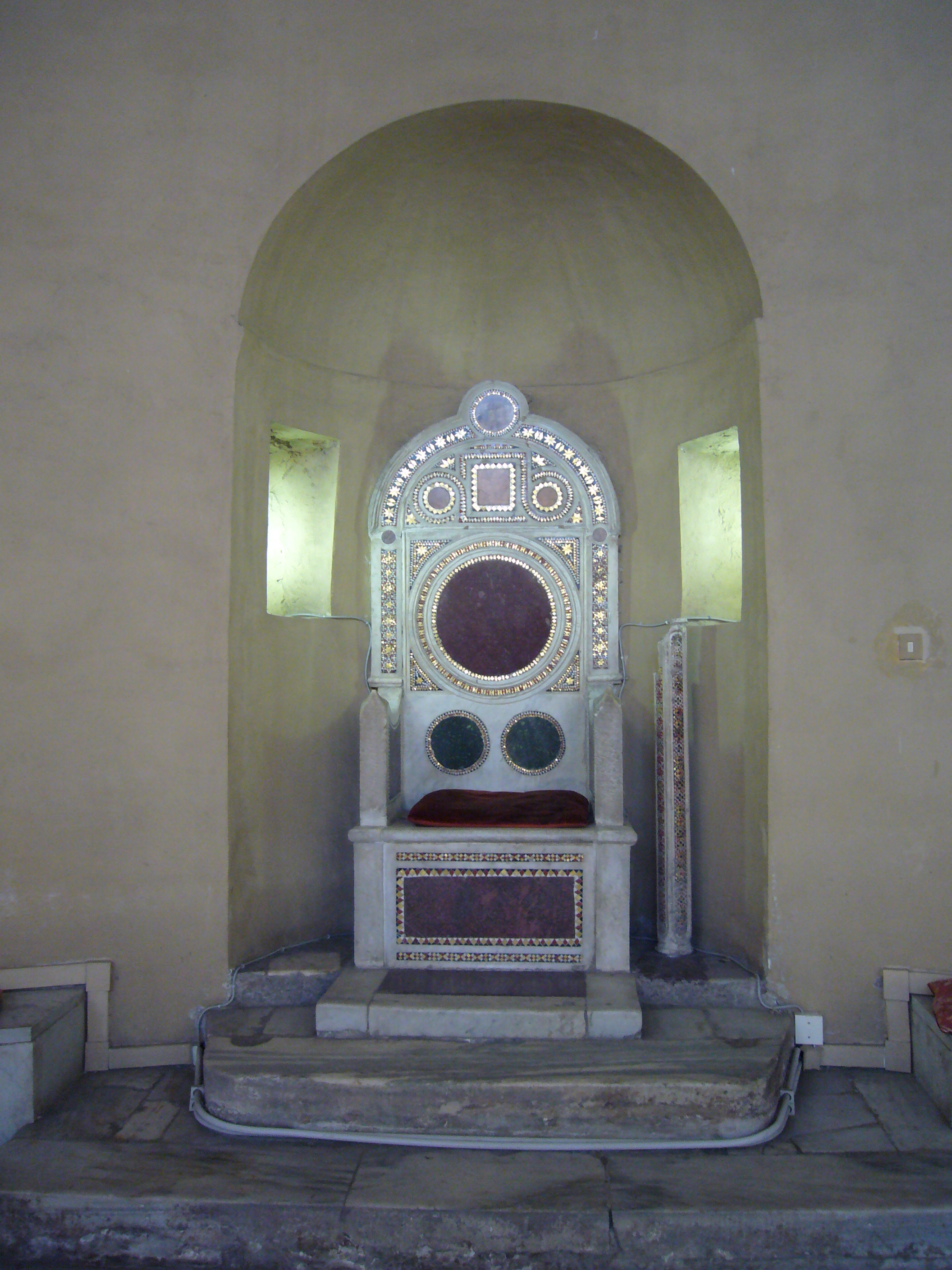
Bischofsstuhl in Kosmatenarbeit

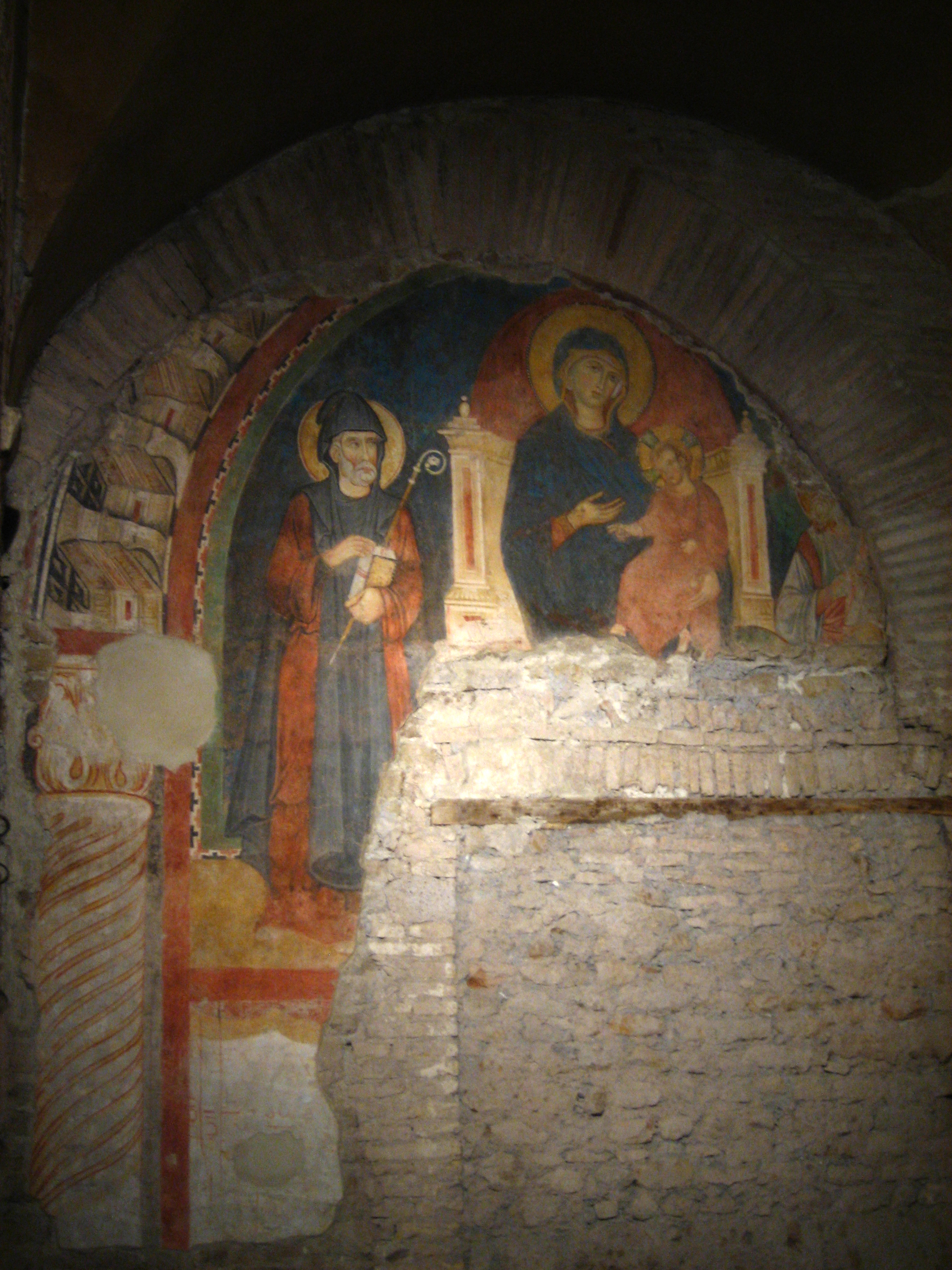
Thronende Gottesmutter, Fresko des 13. Jh.

Im Inneren tragen sieben Säulenpaare mit Arkaden den Obergaden mit den Rundbogenfenstern über den Interkolumnien. Kapitelle und Basen der Säulen bestehen aus antiken Spolien. Der offene Dachstuhl und der von Kosmaten gefertigte Fußbodenbelag stammen noch aus der Entstehungszeit. Die Mosaikausstattung des 12. Jahrhunderts ist nicht erhalten. Die Funktion des im 13. Jahrhundert angebauten weiteren Seitenschiffes neben dem linken Kirchenschiff (mit Malereiresten dieser Zeit) konnte bisher nicht geklärt werden.

## Ausstattung
In der Kirche erhalten geblieben sind Teile des Fußbodens in Kosmatenarbeit, ebenso der Bischofsstuhl sowie zwei Chorschranken in dieser Technik; sie sind im rechten Seitenschiff vermauert. Die Chorschranken wurden von den Vassalletti geschaffen, den Meistern der Kreuzgänge der Lateranbasilika und der Basilika San Paolo fuori le Mura. Die Kirche enthält größere Reste von Wandmalereien des 8. bis 13. Jahrhunderts. An Stelle der alten Marmorausstattung wurde die Apsis im 13. und 14. Jahrhundert mit Fresken ausgemalt, auf denen neben Christus auch Saba und Andreas dargestellt sind. Zutaten des Barock wurden bei den Restaurierungen zu Beginn des 20. Jahrhunderts entfernt.

## Oratorium der Hl. Silvia
In der Sakristei wurde von 1909 bis 1911 das Oratorium der Hl. Silvia freigelegt; der kleine Raum enthält eine Apsis. Er entstammt dem späten 4. oder dem frühen 5. Jahrhundert und besitzt Fresken des 7. bis 10. Jahrhunderts. Im benachbarten Korridor des Gemeindeamtes sind wertvolle Fresken ausgestellt, die aus dem Oratorium stammen: Köpfe von Sebastian, Laurentius, Stephanus, Petrus von Alexandrien u. a. (nach 660); außerdem ein christologischer Zyklus des frühen 8. Jahrhunderts, darunter die Taufe Jesu im Jordan, Jesus über die Wellen schreitend, Heilung des Gichtbrüchigen. Einer der ausgestellten römischen Sarkophage mit durchgehendem Striegelmuster hat auf der Vorderseite die qualitätvolle und gut erhaltene Darstellung einer Hochzeitsszene (4. Jahrhundert n. Chr.).

## Kardinaldiakone
- Augustin Bea (1959–1968)
- Jean Daniélou (1969–1974)
- Joseph Schröffer (1976–1983)
- Jean Jérôme Hamer (1985–1996)
- Jorge Arturo Medina Estévez (1998–2008, 2008–2021 Kardinalpriester pro hac vice)
- Arthur Roche (seit 2022)

## Öffnungszeiten
Die Kirche ist wochentags von 6:30 bis 12:00 Uhr und von 16:00 bis 18:30 Uhr, an Sonn- und Feiertagen von 7:00 bis 13:00 Uhr und von 16:00 bis 19:00 Uhr geöffnet.